# Discus whitneyi
Discus whitneyi är en snäckart som först beskrevs av Wesley Newcomb 1864.  Discus whitneyi ingår i släktet Discus och familjen Discidae. Inga underarter finns listade i Catalogue of Life.